# Seznam osebnosti iz Občine Komenda
Seznam osebnosti iz Občine Komenda vsebuje osebnosti, ki so se tu rodile, delovale ali umrle.
Občina Komenda ima 15 naselij: Breg pri Komendi, Gmajnica, Gora pri Komendi, Klanec, Komenda, Komendska Dobrava, Križ, Mlaka, Moste, Nasovče, Podboršt pri Komendi, Poslovna cona Žeje pri Komendi, Potok pri Komendi, Suhadole,  Žeje pri Komendi.

## Religija
- Altvin (12. stoletje ?), duhovnik, župnik
- Viktorijan Demšar (1904 Stara vas pri Žireh – 1992 Komenda), duhovnik, publicist, župnik
- Žiga Josip Novak (1945 velika Lašna –2000 Komenda), duhovnik, župnik
- Peter Jakob Testaferrata (1673 La Valetta (Malta) – 1763, La Valetta), župnik v Komendi
- Andrej Bernard Smolnikar (1795 Komenda – 1869 Filadelfija), utopični socialist, teolog, verski reformator
- Anton Breznik (1737 Križ – 1793 Žalec), duhovnik, pratikar
- Janez Pogačnik (1678 Klanec – 1755 Kranj), rimskokatoliški duhovnik
- Jožef Rihar (1759 Polhov Gradec – 1807 Komenda), duhovnik, prevajalec
- Peter Pavel Glavar (1721 Ljubljana – 1784 Gomila), duhovnik, mecen, gospodarstvenik, čebelar
- Valentin Bernik (1861 Stražišče – 1944 Komenda), rimskokatoliški duhovnik, pisatelj
- Valentin Lah (1833 Komenda – 1886 Bosanska Dubica), duhovnik, nabožni pisatelj

## Politika
- Oto Apfaltrer von Apfaltrern ml. (1857 Gradec – 1920 München), baron, plemič, politik, poslanec
- Moriz Gauster (1828 Dunaj – 1895 Dunaj), politik, psihiater, zborovodja, zdravnik – deloval v Glavarjevi bolnici v Komendi
- Janez Evangelist Krek (1865 Suhadole – 1917 Gora pri Komendi), politik, pesnik, pisatelj,  teolog, univerzitetni profesor, dramatik, duhovnik
- Janko Rudolf (1914 Križ pri Komendi – 1997 Ljubljana), politični komisar, partizan, častnik
- Valentin Štercin (? Nasovče–?), avstrijski politik slovenskega rodu
- Janez Štrcin (1885 Komenda – 1972 Komenda), politik, poslanec, župan

## Šolstvo
- Ivan Jezeršek (1904 Glince pri Ljubljani – 1970 Ljubljana), učitelj, športnik, , šahist, pedagog, kulturni delavec – v Komendi režiral zahtevnejše igre
- Lovro Letnar (1855 Komenda – 1913 Mengeš), šolnik
- Lovro Sadar (1832 Komenda – 1883 Škofja Loka), učitelj, skladatelj

## Šport

### Kolesarstvo
- Tadej Pogačar (1998 Klanec –), kolesar

### Alpinizem
- Stane Belak (1940 Ljubljana – 1955 pobočje Mojstrovke), alpinist, gorski reševalec, gorski vodnik, športnik – z družino si je naredil hišo v Gmajnici pri Komendi
- Dušan Podbevšek (1958 Ljubljana – 2010 Križ pri Komendi), alpinist, gorski reševalec
- Milan Šinkovec (1940 Zalog – 2001 Komenda), alpinist, gorski vodnik

## Pravo
- Anton Remic (1748 Komenda – 1801 Dunaj), pravnik, odvetnik
- Maks Peterlin (1894 Podboršt pri Komendi – 1982 Golnik), pravnik, športnik
- Nikomed Ravnihar (1840 Križ – 1928 Maribor), pravnik, sodnik
- Anton Remic (1748 Gmajnica pri Komendi – 1801 Dunaj), pravnik

## Znanost in humanistika
- Anton Breznik (1881 Komenda – 1944 Ljubljana), jezikoslovec, duhovnik in ravnatelj
- Anda Peterlin (1922 Podboršt pri Komendi – 2006 Ljubljana), profesorica slovenščine
- France Pibernik (1881 Suhadole – 1944 Ljubljana), jezikoslovec, duhovnik in ravnatelj
- Janez Vajkard Valvasor (1641 Ljubljana – 1693 Krško), polihistor, vojak, plemič – zapustil ene najstarejših geografskih in kulturno-zgodovinskih opisov krajev na kamniško-komendskem območju
- Janez Zabukovec (1868 Lož – 1946 Komenda), krajevni zgodovinar, nabožni pisec, duhovnik

## Književnost
- Ivan Sivec (1949 Moste –), pisatelj, novinar, popotnik
- Ivo Zorman (1926 Gora pri Komendi – 2009 Kamnik), pisatelj, urednik, partizan

## Kultura, umetnost

### Glasba
- Josip Čerin (1867 Komenda – 1951 Ljubljana), dirigent, skladatelj, glasbeni pisec

### Slikarstvo
- Jurij Bobič (1614 Dob – 1664 Moste), slikar
- Franc Jelovšek (1700 Mengeš – 1764 Ljubljana), slikar – narisal glavni oltar v cerkvi sv. Petra v Komendi
- Ludvik Juhant (1907 Komendska Dobrava – 1993 Kamnik), slikar, ljudski umetnik, čevljar
- Nikolaj Pavlič (1907 Komendska Dobrava – 1993 Kamnik), slikar, ljudski umetnik, čevljar
- Marjan Šublej (1934 Križ pri Komendi – 2000 Ljubljana), slikar, električar
- Marjan Žnidar (1935 Kranj – 1996 Ljubljana), slikar, šahist, krojač – bil je član Sveta krajevne skupnosti Komenda

### Arhitektura
- Gregor Maček ml. (1701 Slape pri Ljubljani – 1745 Ljubljana), arhitekt, podjetnik, stavbenik, zidarski mojster – naredil župnijsko cerkev sv. Petra v Komendi
- Jože Plečnik (1872 Ljubljana – 1957 Ljubljana), arhitekt – v Komendi uredil cerkveni trg in zgradil dostop k cerkvi

## Drugo
- Boštjan Belcijan (1898 Suhadole – 1970 Gora pri Komendi), zidarski mojster
- Andrej Mejač (1866 Komenda – 1941 Komenda), veletrgovec, župan
- Žiga Josip Novak (1772 Komenda – 1860 Gradec), general, častnik
- Janez Juhant (1914 Gmajnica – 1991 Gmajnica), kmet, lončar, sodelavec OF, športni delavec – pobudnik za ureditev steze na komendskem hipodromu
- Ivan Selan (1902 Ljubljana – 1981 Suhadole), kartograf
- Ahacij Thurn - Valsassina (1592 ? – 1597 ?), vojak, grof, plemič – zgradil novi grad na Križu pri Komendi
- Tine Zajec (1905 Trzin – 1944 Komendska Dobrava), zdravnik